# Karl Meyer (Schiff)
Die Karl Meyer war ein Flugsicherungsschiff der deutschen Luftwaffe im Zweiten Weltkrieg, das erste von vier Schiffen der Klasse K V. Ihre Schwesterschiffe waren die Max Stinsky, die Immelmann und die Boelcke. Die Schiffe waren der Hans Rolshoven und der vorangegangenen Krischan-Klasse sehr ähnlich.

## Bau und Technische Daten
Die Karl Meyer lief Anfang 1940 bei der Norderwerft Köser & Meyer in Hamburg mit der Baunummer 718 vom Stapel. Sie wurde zunächst als Lazarettschiff Wedel angemeldet, dann aber als Flugsicherungsschiff fertiggebaut und am 5. März 1940 in Karl Meyer umbenannt.
Das Schiff war 78 m lang und 10,8 m breit. Es hatte 3,7 m Tiefgang und verdrängte 1157 t (Standard) bzw. 1351 t (maximal). Vier 12-Zylinder-4-Takt-MAN-Dieselmotoren mit zusammen 8800 PS und zwei Schrauben gaben dem Schiff eine Höchstgeschwindigkeit von 21,5 Knoten (leer) bzw. 18,5 Knoten (voll beladen). Die Bunkerkapazität betrug 120 Tonnen Dieselöl und ermöglichte einen Aktionsradius von 3350 Seemeilen bei einer Marschgeschwindigkeit von 18 Knoten.  Das Schiff war ungepanzert und mit drei 3,7-cm- und zwei 2-cm-Flugabwehr-Geschützen bewaffnet. Die Bewaffnung wurde 1943/44 geändert, indem das 3,7-cm-Geschütz auf der Back durch ein 10,5-cm-Geschütz ersetzt wurde. Das Schiff war mit einem 18-t-MAN-Kran und einem Stell- und Arbeitsdeck achtern ausgestattet und konnte bis zu drei Wasserflugzeuge der Typen He 60, Do 18, He 114 oder Ar 196 aufnehmen. Die Besatzung bestand aus 66 Mann.

## Schicksal
Im April 1940 wurde das Schiff, noch ohne Kran, provisorisch in Dienst gestellt, um bei der Besetzung von Norwegen (Unternehmen Weserübung) mitzuwirken. Es brachte am 10./11. April Flugbenzin nach Stavanger, wo die Luftwaffe den Flughafen Sola besetzt hatte. Am 22. August 1940 wurde das Schiff dann endgültig fertiggestellt und mit der Kennung K 51 bzw. K V F beim Seenotbereich III in Trondheim (Norwegen) in Dienst gestellt. Es diente danach in Norwegen als Tender und Sicherungsschiff der „Seenotzentrale (Luft) Nord“ für die Fernaufklärer und Küstenflieger der Luftwaffe.
Am 26. Oktober 1944 wurde die Karl Meyer etwas nördlich von Rørvik bei Namsos bei einem Angriff von Flugzeugen des britischen Flugzeugträgers Implacable von Fliegerbomben getroffen. Sie musste brennend auf den Strand gesetzt werden und brannte bis zum Morgen des nächsten Tages vollkommen aus. Das Wrack wurde um 1960 behelfsmäßig schwimmfähig gemacht und zum Verschrotten nach Sandnessjøen geschleppt.